# Neodiplocampta spiloptera
Neodiplocampta spiloptera är en tvåvingeart som först beskrevs av Christian Rudolph Wilhelm Wiedemann 1828.  Neodiplocampta spiloptera ingår i släktet Neodiplocampta och familjen svävflugor. Inga underarter finns listade i Catalogue of Life.